# Giovanni Gasti
Giovanni Giuseppe Aurelio Gasti (Castellazzo Bormida, 30 gennaio 1869 – Roma, 11 aprile 1939) è stato un criminologo e poliziotto italiano nonché l'inventore del metodo di catalogazione delle impronte digitali.
(Iscrizione vicino alla sua casa)

## Biografia
Nacque a Castellazzo Bormida, vicino ad Alessandria, dal cavaliere Giuseppe Gaspare, sindaco del paese, e da Clara Pettoleti. Si laureò in giurisprudenza divenendo avvocato, ma in seguito decise di entrare nel Corpo delle Guardie di Pubblica Sicurezza dove ottenne il grado di delegato di polizia. Nel 1898 venne destinato a Roma come vice commissario e nel 1906 venne promosso commissario di polizia.
Si interessò al campo della polizia scientifica che stava nascendo in quegli anni e si dedicò allo studio di un metodo di classificazione delle impronte digitali, una classificazione dattiloscopica.
Nel 1910 il Ministro dell'interno Giovanni Giolitti lo nominò direttore della polizia scientifica. Nel 1915 venne promosso vicequestore. 
Dal 1916, Gasti riprende il servizio operativo, dapprima con la direzione dell'Ufficio Centrale Investigativo e successivamente come questore e prefetto.
Verso la fine del 1916 gli venne affidata la direzione dell'Ufficio Centrale di Investigazione, un'organizzazione simile alle attuali e più organizzate Digos. Nel 1918 ottenne la promozione ad ispettore generale di pubblica sicurezza e di lì a poco fu inviato a Milano con il compito di reggere la questura.
A causa della sua sorveglianza sul movimento fascista viene spesso ricordato per il "Rapporto Gasti", compilato sulla figura di Benito Mussolini.
Il 23 marzo 1921, alle ore 22:45, fu il probabile obiettivo di un attentato anarchico al teatro Kursaal Diana di Milano che causò 21 morti e circa 80 feriti, lasciando Gasti illeso.. Scopo dell'attentato sembra fosse la protesta contro la detenzione di Errico Malatesta e di altri anarchici, che si trovavano nella prigione di San Vittore dal 1920, dove stavano conducendo uno sciopero della fame, interrotto proprio dopo la strage del Kursaal.

In seguito fu prefetto di Torino (1923), Novara (1924) e Ferrara (1925).
Morì nel 1939 a 70 anni a Roma. Il 2 dicembre 2006 la via dove nacque, "via Paradiso", è stata ridenominata "via Giovanni Gasti".

## Metodo Gasti
Nell'anno 1902 l'allora direttore della polizia, Francesco Leonardi, decise di istituire una scuola per la polizia scientifica, dando l'incarico di direttore al dottor Salvatore Ottolenghi, che a sua volta fu allievo di Cesare Lombroso, il padre della criminologia scientifica.
Il professor Salvatore Ottolenghi volle Gasti con sé, come valido collaboratore e per la selezione e l'addestramento dei futuri cadetti della polizia scientifica.
Durante il servizio presso la scuola di "segnalamento e identificazione", modificando e adattando il sistema di classificazione di Francis Galton e Edward Henry, Gasti elaborò per la polizia scientifica un sistema per l'identificazione delle impronte digitali, noto come "identificazione decadattiloscopica" o anche come "metodo Gasti".
Il "metodo Gasti" si basa su tre differenti tipologie di linee:
- centrali: passanti per il centro del polpastrello;
- marginali: passanti per i lati del polpastrello;
- basali: passanti parallele alla piegatura del dito.

Grazie a queste tre tipologie di linee, il "metodo Gasti" è in grado di classificare dieci diverse tipologie di impronte:
- adelta, ulteriormente suddivisibili in quattro sotto tipologie;
- monodelta, ulteriormente suddivisibili in tre sotto tipologie;
- bidelta;
- composta;
- tipologia "0", per un'impronta imperfetta e/o mancante.

Un rapido esempio di classificazione potrebbe essere il numero composto da dieci cifre comprese tra "0" e "9": 82336 97354; ciò sta a indicare che il pollice sinistro viene catalogato come 8, l'indice sinistro come 2, e così via. Tale sistema riesce ad avere un numero di combinazioni pari a 10.000.000.
Il metodo fu presentato presso il VI congresso di antropologia criminale nel 1906 a Torino, e da lì venne impiegato anche nelle polizie di altri stati. In Italia, tale sistema rimase in vigore fino all'entrata del sistema AFIS nel 2000.

## Opere
- Giovanni Gasti, Salvatore Ottolenghi, Il corso di polizia scientifica, 1903
- Giovanni Gasti, La cartella biografica nella pratica, 1904
- Giovanni Gasti, Una callosità specifica delle carceri, 1904
- Giovanni Gasti, Umberto Ellero, I connotati nel vivo e nella fotografia, 1905
- Giovanni Gasti, Sui disegni papillari in normali e delinquenti, 1907
- Giovanni Gasti, L'identificazione dei delinquenti e la funzione di polizia nell'attuale momento giuridico e sociale, 1910
- Giovanni Gasti, Studio critico sulla identificazione mediante le impronte della palma della mano, 1912
- Giovanni Gasti, Dactiloscopia e antropometria; trattazioni frammentarie, 1912
- Giovanni Gasti, La testimonianza resa dal Grand'Uff. Giovanni Gasti questore di Milano nel Processo per l'eccidio al Teatro Diana, 1922